# Gouvernement Amadou IV
Pour les autres gouvernements de Hama Amadou, voir Gouvernement Hama Amadou.
Ve République
Hama Amadou III Seyni Oumarou
Le quatrième gouvernement Hama Amadou est le gouvernement de la République du Niger nommé le 30 décembre 2004.

## Composition
- Premier ministre : Hama Amadou

- Ministre d'État, hydraulique, environnement et lutte contre la désertification  : Abdou Labo
- Ministre d'État, équipement : Seyni Oumarou
- Ministre de la justice, Garde des Sceaux : Maty E. Moussa
- Ministre des affaires étrangères de la coopération et de l'intégration africaine : Aïchatou Mindaoudou
- Ministre du commerce, de l'industrie et de la promotion du secteur privé : Habi Mahamadou Salissou
- Ministre de la santé publique et de lutte contre les endémies : Ari Ibrahim
- Ministre de l'économie, des finances et des affaires économiques : Ali Lamine Zene
- Ministre de la défense nationale: Hassan Souley Bonto
- Ministre de l'éducation de base et de l'alphabétisation : Hamani Harouna
- Ministre des transports : Souleymane Kane
- Ministre de l'aménagement du territoire et du développement communautaire : Mahaman Moussa
- Ministre de la jeunesse des sports et des Jeux de la Francophonie  : Abdourahamane Seydou
- Ministre du tourisme et de  l'artisanat : Amadou Nouhou
- Ministre de l'urbanisme, habitats et cadastre : Diallo Aïssa Abdoulaye
- Ministre des ressources animales :  Abdoulaye Djina
- Ministre des mines et de l'énergie : Mohamed Abdoulahi
- Ministre du développement agricole : Labo Moussa
- Ministre de l'enseignement secondaire et supérieur, recherche et technologie : Ousman Galadima
- Ministre de la fonction publique et du travail : Kanda Siptey
- Ministre chargé des relations avec les institutions, porte-parole du gouvernement :  Mohamed Ben Omar
- Ministre de la population et action sociale : Boukari Zila Mahamadou
- Ministre de la culture, des arts et de la communication : Oumarou Hadary
- Ministre de la privatisation et de la restructuration des entreprises : Gazobi Laouali Rahamou
- Ministre de la formation professionnelle et technique, chargé de l'emploi : Abdou Daouda
- Ministre de la promotion de la femme et de la protection de l'enfant : Ousamane Zeïnabou Moulay